# European Botanical and Horticultural Libraries Group
De European Botanical and Horticultural Libraries Group (EBHL) is een organisatie die zich richt op de promotie en facilitatie van samenwerking en communicatie tussen personen die werken in botanische en horticulturele bibliotheken, archieven en gerelateerde instituten in Europa. Het is de Europese tegenhanger van de Council on Botanical and Horticultural Libraries (CBHL), die een wereldwijd werkterrein heeft. Het lidmaatschap staat open op een institutionele, persoonlijke of geassocieerde (voor uitgeverijen en boekverkopers) basis. 
Het secretariaat van de EBHL bevindt zich in de Royal Botanic Gardens, Kew in Richmond (Engeland). De EBHL organiseert elk jaar een bijeenkomst, die ook bezocht kan worden door niet-leden. 

## Aangesloten instituten
Bij de EBHL aangesloten instituten zijn onder meer:
- Bibliothek der Botanischen Institut der Universität Zürich
- Christian-Albrechts-Universität, Botanischer Garten Kiel
- Helsingin yliopisto, Viikin tiedekirjasto
- Göteborgs universitet, Botanik- och miljöbiblioteket
- Linnean Society of London
- Muséum national d'histoire naturelle, Laboratoire de phanérogamie, Bibliothèque
- Nationaal Herbarium Nederland, Leidse vestiging
- Nationale Plantentuin van België, bibliotheek
- Natural History Museum, Botany Library
- Royal Botanic Garden Edinburgh
- Royal Botanic Gardens, Kew, Library
- Royal Horticultural Society, London
- Royal Horticultural Society, Wisley, Woking
- Sveučilište u Zagrebu, Biološkog odsjeka, Središnja biološka knjižnica
- Teylers Museum
- Universidade de Coimbra, Faculdade de Ciências e Tecnologia, Departamento de Botânica, Biblioteca
- University College Dublin, Main Library
- Universiteit van Oxford, Plant Sciences Library
- Universitetet i Oslo, Biologisk bibliotek
- Université de Liège, Unité de Documentation Botanique
- Uppsala universitet, Biologi- och geo-bibliotheken
- Wageningen UR Bibliotheek
- Zentraleinstellung Botanischer Garten und Botanisches Museum, Bibliothek